# 黎宏业墓
黎宏业墓，位于中国广东省江门市蓬江区荷塘镇三丫村龟山，是一座古墓葬。1995年列为江门市文物保护单位。黎宏业，为明天启元年（1621 年）举人， 曾任知县，卒於崇祯八年（1635年）十二月。黎宏业墓始建于明崇祯十二年（1639年），清同治元年（1862年）重修。墓地200平方米，规模较大，为明代墓葬研究提供依据。